# Аунор, Нора
Нора Аунор (таг. Nora Aunor, полное имя Мария Леонора Тереза Кабальтера Аунор таг. Nora Cabaltera Villamayor; 21 мая 1953 — 16 апреля 2025) — известная филиппинская актриса

, продюсер и певица. Аунор также играла главные роли в нескольких театральных постановках, телевизионных шоу и концертах.

## Биография
В 1999 году Аунор получила образование от Филиппинского культурного центра Centennial Honor for the Arts. Она была единственной актрисой кино, включенной в престижный перечень награжденных. В 2010 году организацией Green Planet Awards была признана одной из «10 Лучших азиатских актрисдесятилетия».
Аунор выпустила более чем 360 синглов, записала более 200 песен и более 50 альбомов. Она записала более 30 золотых синглов и кавер Норы к «Pearly Shells» с примерно миллионом проданных единиц является одним из бестселлеров на Филиппинах.
Аунор была номинирована и получила много национальных и международных наград. Она является первой филиппинской актрисой, которая получила награду на крупном международном фестивале (Каирский международный кинофестиваль — 1995 за фильм The Flor Contemplacion Story). Она принимала участие в фильмах четырех режиссеров, получивших «Филиппинскую национальную актерскую награду» (Philippine National Artist Award).

## Личная жизнь
В 1975 году вышла замуж за актёра Кристофера де Леона. В том же году у них родился сын Ян де Леон. Также они усыновили четырёх детей: Лотлот де Леон, Матет де Леон, Кико и Кеннет.
Скончалась 16 апреля 2025 года от острой дыхательной недостаточности.